# Tony Awards 1997
Die Verleihung der 51. Tony Awards 1997 (51st Annual Tony Awards) fand am 1. Juni 1997 in der Radio City Music Hall in New York City statt. Moderator der Veranstaltung war Rosie O’Donnell, als Laudatoren fungierten Julie Andrews, Lauren Bacall, Alec Baldwin, Christine Baranski, Dixie Carter, Savion Glover, Whoopi Goldberg, Joel Grey, Marilu Henner, Hal Holbrook, Swoosie Kurtz, Liza Minnelli, Mary Tyler Moore, Mandy Patinkin, Bernadette Peters, Chita Rivera, Roseanne Barr, Susan Sarandon, Jimmy Smits, Marisa Tomei, Rip Torn, Leslie Ann Warren und Raquel Welch. Ausgezeichnet wurden Theaterstücke und Musicals der Saison 1996/97, die am Broadway ihre Erstaufführung hatten. Die Preisverleihung wurde von Columbia Broadcasting System im Fernsehen übertragen.

## Hintergrund
Die Antoinette Perry Awards for Excellence in Theatre, oder besser bekannt als Tony Awards, werden seit 1947 jährlich in zahlreichen Kategorien für herausragende Leistungen bei Broadway-Produktionen und -Aufführungen der letzten Theatersaison vergeben. Zusätzlich werden verschiedene Sonderpreise, z. B. der Regional Theatre Tony Award, verliehen. Benannt ist die Auszeichnung nach Antoinette Perry. Sie war 1940 Mitbegründerin des wiederbelebten und überarbeiteten American Theatre Wing (ATW). Die Preise wurden nach ihrem Tod im Jahr 1946 vom ATW zu ihrem Gedenken gestiftet und werden bei einer jährlichen Zeremonie in New York City überreicht.

## Gewinner und Nominierte

### Theaterstücke
| Kategorie                            | Preisträger         | Theaterstück                                   | Nominierungen |
| Bestes Theaterstück                  | Alfred Uhry         | The Last Night of Ballyhoo                     | - Skylight – David Hare - Stanley – Pam Gems - The Young Man from Atlanta – Horton Foote                                                                                     |
| Beste Wiederaufnahme Theaterstück    | Henrik Ibsen        | A Doll’s House                                 | - London Assurance - Present Laughter - The Gin Game |
| Bester Hauptdarsteller Theaterstück  | Christopher Plummer | Barrymore als John Barrymore                   | - Brian Bedford in London Assurance als Sir Harcourt Courtly - Michael Gambon in Skylight als Tom Sergeant - Antony Sher in Stanley als Stanley                              |
| Beste Hauptdarstellerin Theaterstück | Janet McTeer        | A Doll’s House als Nora Helmer                 | - Julie Harris in The Gin Game als Fonsia Dorsey - Shirley Knight in The Young Man from Atlanta als Lily Dale Kidder - Lia Williams in Skylight als Kyra Hollis              |
| Bester Nebendarsteller Theaterstück  | Owen Teale          | A Doll’s House als Torvald Helmer              | - Terry Beaver in The Last Night of Ballyhoo als Adolph - Brian Murray in The Little Foxes als Oscar - William Biff McGuire in The Young Man from Atlanta als Pete Davenport |
| Beste Nebendarstellerin Theaterstück | Lynne Thigpen       | An American Daughter als Dr. Judith B. Kaufman | - Helen Carey in London Assurance als Lady Gay Spanker - Dana Ivey in The Last Night of Ballyhoo als Boo - Celia Weston in The Last Night of Ballyhoo als Aunt Reba          |
| Beste Theaterregie                   | Anthony Page        | A Doll’s House                                 | - John Caird – Stanley - Richard Eyre – Skylight - Charles Nelson Reilly – The Gin Game                                                                                      |

### Musicals
| Kategorie                       | Preisträger                                                                   | Musical                 | Nominierungen |
| Bestes Musical                  | Maury Yeston (Musik) und Peter Stone (Libretto)                               | Titanic                 | - Juan Darien - Steel Pier - The Life |
| Beste Wiederaufnahme Musical    | John Kander (Musik), Fred Ebb (Liedtexte) sowie Fred Ebb und Bob Fosse (Buch) | Chicago                 | - Annie - Candide - Once Upon a Mattress |
| Bester Hauptdarsteller Musical  | James Naughton                                                                | Chicago als Billy Flynn | - Robert Cuccioli in Jekyll & Hyde als Dr. Henry Jekyll/Edward Hyde - Jim Dale in Candide als Various Characters - Daniel McDonald in Steel Pier als Bill Kelly                |
| Beste Hauptdarstellerin Musical | Bebe Neuwirth                                                                 | Chicago als Velma Kelly | - Pamela Isaacs in The Life als Queen - Tonya Pinkins in Play On! als Lady Liv - Karen Ziemba in Steel Pier als Rita Racine                                                    |
| Bester Nebendarsteller Musical  | Chuck Cooper                                                                  | The Life als Memphis    | - Joel Blum in Steel Pier als Buddy Becker - André DeShields in Play On! als Jester - Sam Harris in The Life als Jojo                                                          |
| Beste Nebendarstellerin Musical | Lillias White                                                                 | The Life als Sonja      | - Marcia Lewis in Chicago als Matron Mama Morton - Andrea Martin in Candide als The Old Lady - Debra Monk in Steel Pier als Shelby Stevens                                     |
| Bestes Musicallibretto          | Peter Stone                                                                   | Titanic                 | - Leslie Bricusse – Jekyll & Hyde - David Thompson – Steel Pier - David Newman, Ira Gasman und Cy Coleman – The Life                                                           |
| Beste Originalmusik             | Maury Yeston (Musik und Liedtexte)                                            | Titanic                 | - Juan Darien – Elliot Goldenthal (Musik und Liedtexte) - Steel Pier – John Kander (Musik) und Fred Ebb (Liedtexte) - The Life – Cy Coleman (Musik) und Ira Gasman (Liedtexte) |
| Beste Musicalregie              | Walter Bobbie                                                                 | Chicago                 | - Michael Blakemore – The Life - Scott Ellis – Steel Pier - Julie Taymor – Juan Darien                                                                                         |

### Theaterstücke oder Musicals
| Kategorie            | Preisträger     | Theaterstück bzw. Musical | Nominierungen                                                                                                  |
| Bestes Bühnenbild    | Stewart Laing   | Titanic                   | - John Lee Beatty – The Little Foxes - G. W. Mercier und Julie Taymor – Juan Darien - Tony Walton – Steel Pier |
| Beste Choreographie  | Ann Reinking    | Chicago                   | - Wayne Cilento – Dream - Joey McKneely – The Life - Susan Stroman – Steel Pier                                |
| Beste Kostüme        | Judith Dolan    | Candide                   | - Ann Curtis – Jekyll & Hyde - William Ivey Long – Chicago - Martin Pakledinaz – The Life                      |
| Bestes Lichtdesign   | Ken Billington  | Chicago                   | - Beverly Emmons – Jekyll & Hyde - Donald Holder – Juan Darien - Richard Pilbrow – The Life                    |
| Beste Orchestrierung | Jonathan Tunick | Titanic                   | - Michael Gibson – Steel Pier - Luther Henderson – Play On! - Don Sebesky und Harold Wheeler – The Life        |

### Sonderpreise (ohne Wettbewerb)
| Kategorie              | Preisträger                                       | Grund der Preisverleihung |
| Regional Theatre Award | Berkeley Repertory Theatre, Berkeley, Kalifornien |                           |
| Special Tony Award     | Bernard B. Jacobs (posthum)                       |                           |

## Statistik

### Mehrfache Nominierungen
- 12 Nominierungen: The Life
- 11 Nominierungen: Steel Pier
- 8 Nominierungen: Chicago
- 5 Nominierungen: Juan Darien und Titanic
- 4 Nominierungen: Candide, A Doll’s House, Jekyll & Hyde, The Last Night of Ballyhoo und Skylight
- 3 Nominierungen: The Gin Game, London Assurance, Play On!, Stanley und The Young Man from Atlanta
- 2 Nominierungen: The Little Foxes

### Mehrfache Gewinne
- 6 Gewinne: Chicago
- 5 Gewinne: Titanic
- 4 Gewinne: A Doll’s House
- 2 Gewinne: The Life